# 馬越崇史
馬越 崇史（うまごえ たかふみ、1965年 - ）は、テレビ朝日のディレクター。鹿児島県出身。
日本テレワーク入社後、「料理の鉄人」のディレクターを経てフリーに。「東京遊民」（日本テレビ）、「新橋ミュージックホール」（讀賣テレビ）、「江角マキコの恋愛の科学」（フジテレビ）の演出担当。フジテレビ「サタ☆スマ」にて「慎吾ママ」をブレイクさせ、「おっはー！」は2000年の流行語大賞に選ばれた。2000年テレビ朝日入社。「不思議どっとテレビ。これマジ!?｣にて「アポロは本当に月に行ったのか？」「ミステリーサークルが出来るまで」等番組のチーフディレクター。「ビートたけしの!こんなはずでは!!」では「JFK40年目の真実」にてギャラクシー賞、ATP賞を受賞。「トリセツ」で2003年国際エミー賞入賞。

## 担当番組
- いきなり!黄金伝説。 （ディレクター）
- 不思議どっとテレビ。これマジ!? （チーフディレクター）
- クイズ!バーチャQ （チーフディレクター）
- ビートたけしの!こんなはずでは!! （チーフディレクター）
- トリセツ （総合演出）
- ビートたけしの陰謀のシナリオ （チーフディレクター）
- ドスペ2・さまぁ～ず、美川のお前ら魔女かよSP　（プロデューサー）
- スクープサミット （チーフディレクター）
- 草野☆キッド （プロデューサー）
- ドスペ2・ナージュとウフ （プロデューサー）
- SmaSTATION!!（ディレクター）